# Brook (Kent)
Pour les articles homonymes, voir Brook.
Brook est un village et un Civil parish situé dans le Borough de Ashford dans le comté du Kent, en Angleterre. Il est situé à environ cinq miles à l'est de Ashford. Selon le recensement de 2001, il y a une population de 307 habitants.
L'église Sainte-Marie date du XIe siècle et est classée Grade I.